# 56 Melete
För andra betydelser, se Melete (olika betydelser).
56 Melete eller 1949 TH är en asteroid upptäckt 9 september 1857 av den tyske astronomen H. Goldschmidt i Paris. Asteroiden har fått sitt namn efter Melete, en av muserna inom grekisk mytologi.
56 Melete är sammansatt av kol, kolföreningar, silikater och i djupare lager vattenis. Två ockultationer av stjärnor har observerats 1997 och 2002.